# Felicia Langer
Felicia Langer, in ebraico פליציה לנגר‎?; (Tarnów, 9 dicembre 1930 – Tübingen, 21 giugno 2018), è stata un avvocato, scrittrice e attivista per i diritti umani tedesca-israeliana, nota per la sua difesa dei prigionieri politici palestinesi in Cisgiordania e nella Striscia di Gaza. È stata autrice di diversi libri che denunciano violazioni dei diritti umani da parte delle autorità israeliane. Ha vissuto in Germania dal 1990 e ha acquisito la cittadinanza tedesca nel 2008.
Nel luglio 2009, il presidente della Germania Horst Köhler le conferì la Croce federale al merito di prima classe, che è il quinto più alto degli otto gradi dell'ordine federale al merito della Germania.  Il conferimento scatenò una polemica pubblica a causa del suo atteggiamento nei confronti del conflitto israelo-palestinese. Nel 1990 fu  insignita del Right Livelihood Award per "il coraggio esemplare della sua difesa dei diritti fondamentali del popolo palestinese".

## Biografia

### Nell'Europa dell'Est
Felicia-Amalia Langer (nata Felicia Veitt nella città polacca di Tarnów nel 1930) era figlia di  genitori ebrei. Nel 1939, la sua famiglia fuggì dall'invasione tedesca in Unione Sovietica, dove suo padre, un avvocato, morì in una delle prigioni del gulag di Stalin nel 1945. Altri parenti furono uccisi dai nazisti. Nel 1949 sposò a Breslavia Mieciu Langer, un sopravvissuto ai campi di concentramento nazisti che aveva perso tutta la sua famiglia nell'Olocausto. 

### In Israele
Nel 1950, la giovane coppia emigrò in Israele, dove nacque il loro figlio nel 1953. Nel 1959 iniziò a studiare legge all'Università Ebraica di Gerusalemme, dove si laureò in legge nel 1965. 
Lavorò per un breve periodo per uno studio legale di Tel Aviv, nel 1966 aprì il suo studio legale. Dopo la Guerra dei Sei Giorni del 1967, si oppose alla condotta dell'occupazione israeliana della Cisgiordania e di Gaza, e così aprì uno studio privato a Gerusalemme per difendere i detenuti politici palestinesi. Langer fu il primo avvocato ad assistere i palestinesi in casi di confisca di terre, demolizione di case, deportazione e tortura davanti ai tribunali militari israeliani.
Nei suoi 23 anni di carriera, Langer vinse solo raramente cause. Nel 1977 perse la licenza per difendere gli obiettori di coscienza israeliani davanti ai tribunali israeliani e poté essere esclusa dal procedimento in qualsiasi momento per motivi di sicurezza. Langer considerò nel 1979 la sua difesa del sindaco di Nablus, Bassam Shaka, come il punto più alto della sua carriera. Shaka era stato un sostenitore dell'OLP e un critico esplicito degli accordi di Camp David, in seguito fu accusato di incitamento al terrorismo con le sue dichiarazioni pubbliche e contro di lui fu emesso un ordine di espulsione. Langer lo difese con successo, ottenendo l'annullamento dell'ordine di espulsione dalla Corte Suprema israeliana. Per molti anni Langer fu vicepresidente della Lega israeliana per i diritti umani e civili.
In seguito si unì al partito comunista Rakah, diventando membro del comitato centrale. Nel 1990 lasciò il partito dopo un conflitto interno, chiuse lo studio da avvocato e si trasferì in Germania con il marito. In un'intervista al Washington Post, Langer disse di essersene andata perché i palestinesi non potevano più aspettarsi giustizia in Israele.

### In Germania
Dal 1990 visse a Tubinga, nel Baden-Württemberg, in Germania, e ottenne la cittadinanza tedesca nel 2008. Accettò incarichi di insegnamento presso le università di Brema e Kassel e continuò a scrivere libri tradotti in diverse lingue. Diventò patrona dell'associazione Refugees' Children in Lebanon che assiste le famiglie di rifugiati palestinesi. Dopo il marzo 2009 sostenne il Tribunale Russell per la Palestina.
Nei suoi scritti, conferenze e interviste criticò la politica israeliana nei territori palestinesi occupati, che considerava equivalente a un'annessione. Langer considerò inoltre la costruzione di insediamenti israeliani in Cisgiordania come un indebolimento della possibilità di una soluzione a due stati e chiese il ritiro completo e incondizionato di Israele dai territori conquistati nel 1967 e il diritto al ritorno per qualsiasi discendente dei rifugiati palestinesi. 
Langer fu a capo di un team legale per difendere i giornalisti che erano stati arrestati in seguito alla chiusura del giornale israeliano Derekh Hanitzotz nel febbraio 1988.
Nel 1990, Langer ricevette il Right Livelihood Award "per il coraggio esemplare della sua lotta per i diritti fondamentali del popolo palestinese".  Nel 1991 fu insignita del Premio Bruno Kreisky per i risultati eccezionali nel campo dei diritti umani.
Nel 2002 dichiarò che, mentre gli attacchi terroristici palestinesi erano ingiustificabili, la politica israeliana aveva "spianato loro la strada". In questo contesto, fece sua l'opinione del vicepresidente del Partito liberale tedesco (FDP) Jürgen Möllemann, che aveva definito le uccisioni mirate di soggetti palestinesi da parte delle forze di sicurezza israeliane un atto di terrorismo di Stato. Nel 2003 scrisse la prefazione di un libro di Jamal Karsli. 
Nel 2005, Langer fu insignita del premio Erich Mühsam per la sua continua lotta per i diritti umani del popolo palestinese.
Fu sostenitrice della Campagna per l'istituzione di un'Assemblea parlamentare delle Nazioni Unite, un'organizzazione che si batte per la riforma democratica delle Nazioni Unite.

### Morte
Felicia Langer morì il 21 giugno 2018, all'età di 87 anni, a Tubinga, in Germania.

## Opere
I libri di Langer discutono della tortura dei detenuti, della violazione sistematica del diritto internazionale che vieta la deportazione, delle punizioni collettive. 

### In inglese
- With My Own Eyes (1975)
- These Are My Brothers (1979)
- An Age of Stone (1987)
- Fury and Hope (1993) (autobiografico)
- Appearance and Truth in Palestine (1999)
- Miecius Report. Youth between the Warsaw Ghetto and camp Theresienstadt (1999)
- Quo vadis Israel? The new Intifada of the Palestinians (2001)

### In tedesco
- Die Zeit der Steine, Aus dem Hebräischen. Lamuv, Göttingen 1989; ISBN 9783889773791
- Zorn und Hoffnung. Aus dem Hebräischen. Lamuv, Göttingen 1991; ISBN 3-88977-440-7
- Brücke der Träume. Eine Israelin geht nach Deutschland. Aus dem Hebräischen. Lamuv, Göttingen 1994, ISBN 3-88977-385-0
- Wo Hass keine Grenzen kennt: eine Anklageschrift. Aus dem Hebräischen und aus dem Englischen. Lamuv, Göttingen 1995; ISBN 3-88977-397-4
- «Laßt uns wie Menschen leben!» Schein und Wirklichkeit in Palästina'.' Aus dem Hebräischen und aus dem Englischen. Lamuv, Göttingen 1999; ISBN 3-88977-538-1
- Miecius später Bericht: eine Jugend zwischen Getto und Theresienstadt. Aus dem Hebräischen. Lamuv, Göttingen 1999; ISBN 3-88977-539-X
- Quo vadis, Israel? Die neue Intifada der Palästinenser. Aus dem Englischen. Lamuv, Göttingen 2001 ISBN 3-88977-615-9
- Brandherd Nahost. Oder: Die geduldete Heuchelei'.' Aus dem Englischen. Lamuv, Göttingen 2004; ISBN 3-88977-644-2
- Die Frau, die niemals schweigt. Stationen eines Lebens. Lamuv, Göttingen 2005; ISBN 3-88977-664-7
- Die Entrechtung der Palästinenser. 40 Jahre israelische Besatzung'.' Aus dem Englischen. Lamuv, Göttingen 2006, ISBN 3-88977-680-9
- Um Hoffnung kämpfen. Lamuv, Göttingen 2008, ISBN 3-88977-688-4
- Mit Leib und Seele - Autobiographische Notizen, Zambon, Frankfurt am Main 2012, ISBN 978-3-88975-201-7